# Calle Stone (Manhattan)
La Calle Stone (en inglés: Stone Street) es una calle corta en el Distrito Financiero de Manhattan en Nueva York. Corre en dos secciones entre Whitehall Street al oeste y Hanover Square al este. La calle originalmente era una sola vía continua desde Whitehall hasta Hanover pero la sección entre Broad Street y Coenties Alley fue eliminado en 1980 para hacer espacio al edificio Goldman Sachs en el 85 Broad Street. La sección occidental de una cuadra de largo entre las calles Whitehall y Broad soportan tráfico vehicular mientras que la sección oriental de dos cuadras entre Coenties Alley y Hanover Square es una calle peatonal. 
La calle Stone es una de las calles más antiguas de Nueva York, incorporando dos vías del siglo XVII in la colonia neerlandesa de Nueva Ámsterdam. En 1658 se convirtió en la primera calle adoquinada en Nueva Ámsterdam. Luego de la conquista británica de la colonia, la calle fue llamada Duke Street antes de ser renombrada en 1794 como Stone Street por su pavimento de piedras. Muchas de las primeras estructuras en la calle fueron destruidas en el Gran Incendio de 1835 luego del cual fue reconstruido con tiendas y almacenes para comerciantes e importadores de bienes secos. Luego de muchas décadas de descuido, la calle Stone fue restaurada a finales del siglo XX y la sección oriental se convirtió en una zona de restaurantes.
La calle Stone contiene varias estructuras prominentes incluyendo 1 Hanover Square, un monumento histórico nacional. La porción oriental de la calle y los edificios alrededor fueron declarados como el Distrito Histórico de la calle Stone que esta tanto registrado en el Registro Nacional de Lugares Históricos como protegido por la Comisión para la Preservación de Monumentos Históricos de Nueva York. Además, las porciones restantes de la calle son parte del tendido de calles del Distrito Financiero que también es un monumento de la ciudad.

## Descripción
La calle Stone recorre dos secciones dentro del Distrito Financiero de Manhattan en Nueva York. La sección occidental soporta tráfico con rumbo este por una cuadra entre Whitehall Street al oeste y Broad Street al este. La intersección de las calles Stone y Whitehall, viendo hacia la Alexander Hamilton U.S. Custom House, tiene ingresos a la estación South Ferry/Whitehall Street del Metro de Nueva York, servidas por los trenes 1, R, y W.
La sección oriental recorre dos cuadras entre Coenties Alley, al oeste, hasta la intersección con William Street y la sección occidental de Hanover Square, al este. Mill Lane, un pequeño callejón que data desde las primeras construcciones en el área en el siglo XVII, se separa de la vereda norte de Stone Street entre Coenties Alley y William Street. Durante el verano, estas dos cuadras son una calle peatonal con mesas.
La cuadra desde Broad Street a Coenties Alley fue cerrada en 1980 y quitada de la grilla de calle sde la ciudad. El antiguo camino de la calle Stone es preservada en el lobby curvo del rascacielos 85 Broad Street, que ocupa el sitio. El corredor público contiene un piso de piedra así como arcos led que se extienden sobre el corredor. Además, restos de bordillos fueron puestos donde las calles Stone y Broad históricamente se intersectaban. El corredor existe porque, cuando 85 Broad Street estaba siendo construido, sus desarrolladores quisieron remover completamente esa sección de la calle Stone pero la ciudad se opuso a esa remoción. Ambas secciones remanentes de la calle son preservadas como parte de la grilla de calles de Nueva Ámsterdam, un monumento histórico de Nueva York. Afuera de la fachada oriental del 85 Broad Street hay una placa mostrando un mapa del camino histórico de la calle Stone.

## Historia

### Desarrollo temprano

#### Etapa colonial neerlandesa
La calle Stone es una de las calles más antiguas de Nueva York habiendo sido construida poco después de que la Compañía Neerlandesa de las Indias Occidentales estableciera la colonia de Nueva Ámsterdam en 1624. Contiene partes de dos calles coloniales: Breuers Straet (literalmente en inglés "Brewers Street" o "Calle de los cerveceros"), desde la calle Whitehall hasta Broad, y Hoogh Straet (literalmente en inglés "High Street" o "Calle Alta"), desde Broad hasta Hanover Square. Las calles formaron una vía más larga que iba desde Peck Slip Ferry en lo que es hoy South Street Seaport; ellas estuvieron originalmente conectadas por un puente que se extendía desde una entrada en la mitad de Broad Street. La superficie original de la calle está entre 2 a 2.1 metros debajo de la actual calle.

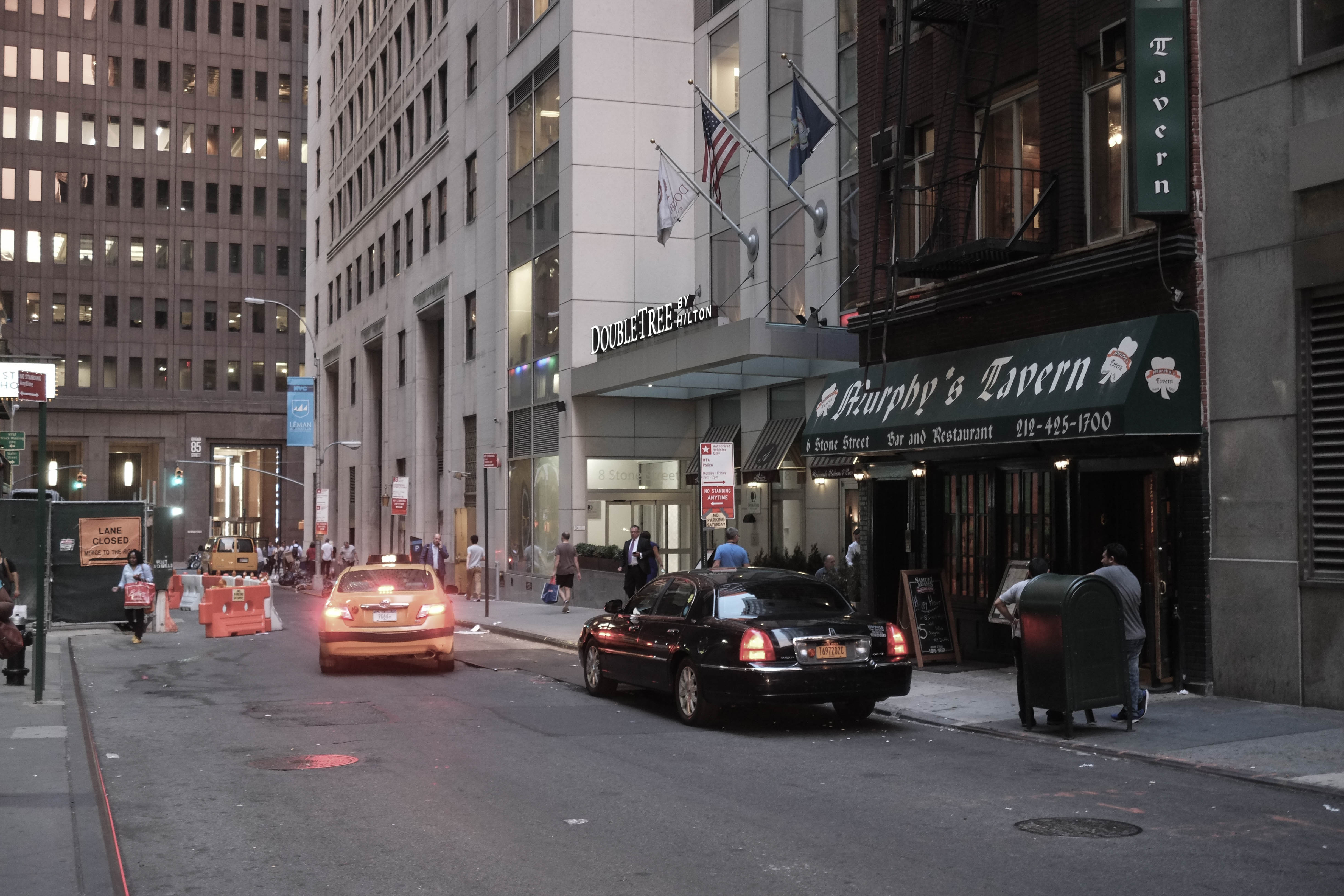
Sección occidental de la calle Stone (originalmente Breuers Straet), viendo hacia Broad Street

Breuers Straet (renombrada como Straet van de Graft en 1655 y Brouwer Straet en 1668) fue nombrada así por las cervecerías ubicadas a lo largo de la calle. David T. Valentine subsecuentemente escribió que, de las ocupaciones de los residentes, "se puede inferir que esta fue una de las mejores calles del pueblo". En marzo de 1657, los residentes de Breuers Straet presentaron una solicitud para pavimentar la calle con guijarros, financiando el proyecto con su propio dinero. La solicitud fue aprobada y, en 1658, Breuers Straet se convirtió en la primera calle adoquinada en Nueva Ámsterdam.
Hoogh Straet fue llamada así porque se ubicaba en un pequeño terraplén flanqueado por el río Este al sur y un pantano, llamado Bloemmaert's o el Company Vly, al norte. Hoogh Straet continuába al noreste de Hanover Square, a lo largo de lo que es hoy el lado norte de Pearl Street, hasta lo que es hoy Wall Street. En Hoogh Straet, la Compañía Neerlandesa de las Indias Occidentales estableció dos filas de lotes para 1642, estas fueron entregadas a diversos propietarios incluyendo Wessel Evertsen, Thomas Willett, y Richard Smith. Alrededor de 1656, Hoogh Straet fue desplazada unos 6 o 7 metros al norte para alinearla con Breuers Straet. Algún tiempo después, Hoogh Straet fue pavimentada aunque la fecha de este hecho es desconocida. El Plano de Castello de 1660 incida que muchas estructuras en ambas calles eran casas con techos de dos aguas.

#### Etapa colonial británica y etapa post-colonial
Los británicos tomaron control de Nueva Ámsterdam en 1664 y la renombraron Nueva York. Subsecuentemente, Hoogh Straet fue traducida a High Street hacia 1677, y Breuers Straet se convirtió en Stony (Stone) Street para 1695. Valentine escribió que Brouwer Street tenía "once edificios de buen carácter" en 1674. A fines del siglo XVII, High Street se hizo conocida como el "English Quarter" (Cuartel Inglés) luego de que muchos comerciantes británicos se mudaron a esa área atraídos por su proximidad al mercado de pescado de Coenties Slip y al mercado de carne de Old Slip. Artesanos, comerciantes y el impresor William Bradford fueron registrados como residentes en 1703. Al menos ocho familias coloniales de clase alta eran propietarias de terrenos en esa área y varias familias judías también. A gutter was added to Stone Street in 1704 to allow better drainage.
High Street fue llamada Duke Street, por el Duque de York, durante gran parte del siglo XVIII. La superficie de la calle fue aplanada en 1771. Un censo de residentes en 1789 arrojó que esta calle alojaba a un abogado, un rabino, tenderos, trabajadores de la industria marítima y artesanos. Luego de la guerra de independencia, los neoyorquinos buscaron cambiar los nombres de calles y edificios que reflejaran el pasado británico. La sección al oeste de Broad Street ya era conocida como Stone Street, pero el concejo de la ciudad aprobó extenderle el nombre de Duke Street también. Luego, Duke Street fue renombrada Stone Street en 1794. La calle también fue ensanchada durante este tiempo.
A inicios del siglo XIX, luego de que el Bajo Manhattan fuera expandido con tierras ganadas al río, el área se hizo muy comercial y varias residencias alrededor de Stone Street se subdividieron. Algunos propietarios también construyeron cámaras debajo de las veredas de la calle. En 1811, el concejo aprobó las solicitudes de ensanchar la calle y la calle fue ensanchada poco más de un metro por $150,000. Para los años 1820, algunas estructuras en la calle fueron construidas específicamente para uso comercial; estas fueron hechas de ladillo y con adornos de arenisca. En ese tiempo, la vereda contenía bloques de arenisca y bordillos de basalto. Además, hubo quejas de que la calle estaba sucia a medida que los desagües de madera necesitaban frecuentemente ser reemplazados o arreglados. Un desagüe de piedra y ladrillo fue autorizado en 1830, y se liberaron fondos para construir los nuevos desagües y repavimentar la calle en 1831.

### El gran incendio y la reconstrucción

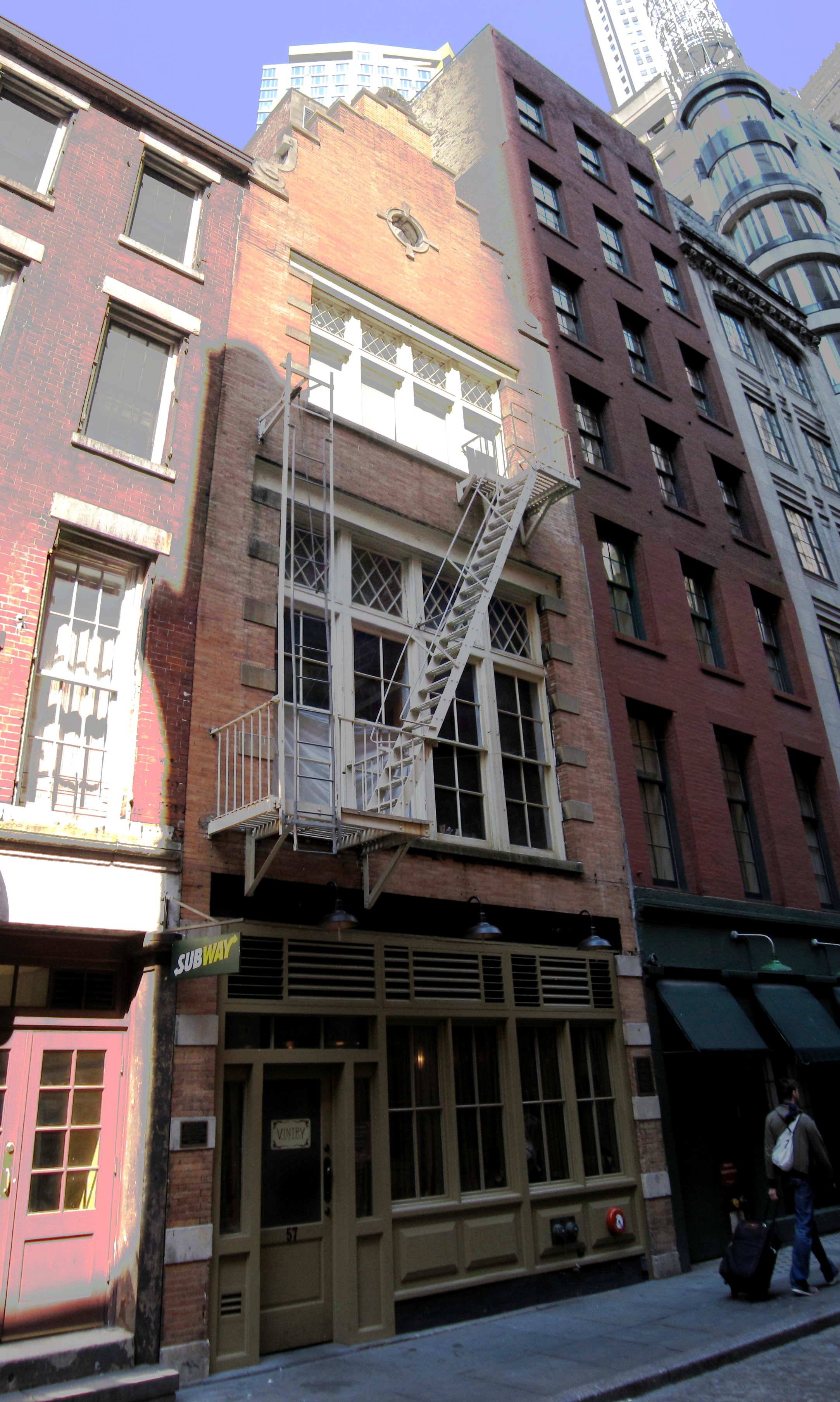
El 57 de Stone Street fue construido en 1903 en el estilo renacimiento colonial holandés

Gran parte de las estructuras del área fueron dañadas o destruidas el 6 de diciembre de 1835 cuando el gran incendio de Nueva York se inició en un almacén cercano y se extendió en todo el barrio debido a los fuertes vientos. El fuego llegó a cubrir 5.3 hectáreas y destruyó casi 700 edificios en el primer cuartel de Nueva York. Inmediatamente después del fuego, los precios inmobiliarios en el barrio descendieron drásticamente, obligando a los residentes adinerados a vender su propiedad. En 1836, se construyeron más de 600 nuevos edificios en el primer cuartel, incluyendo varios edificios comerciales de estilo neogriego de cuatro pisos en Stone Street. Los diseños del estilo neogriego de Stone Street fueron hechos por arquitectos profesionales, quienes o bien vendieron los planos a los constructores o supervisaron la construcción ellos mismos. Arquitectos específicos y constructores no han sido identificados por alguna estructura en particular.
Los residentes solicitaron a la ciudad el ensanchamiento de Stone Street en 1835, y la ciudad empezó el proyecto tres años después. El trabajo se culminó en una fecha indeterminada, llevando la calle a un ancho de 12 metros. Se añadió una capa de relleno durante este proyecto elevando el nivel de la calle. El edificio de ladrillo de estilo italianizante ubicado en el 1 Hanover Square, en la vereda sur de Stone Street en su extremo oriental fue terminado en 1854 y fue gradualmente expandido en tres de los edificios comerciales vecinos durante los años 1910. Relativamente pocas modificaciones fueron hechas a los edificios de Stone Street durante finales del siglo XIX y muchos de los edificios comerciales eran aún de cuatro pisos de alto. Durante los años 1890, edificios de mediana altura de seis u ocho pisos fueron construidos o expandidos en los números 22, 31–35, 40, y 54 de Stone Street. Adicionalmente, en marzo del 1900, Stone Street fue repavimentado con bloques belgas..

### Primera mitad delsigloXX
Entre los principales propietarios del siglo XIX en Stone Street se encuentra Amos R. Eno, quien adquirió varias estructuras en los alrdedores entre 1842 y su muerte en 1898. Su hijo, Amos F. Eno, contrató a C. P. H. Gilbert en 1903 para remodelar el edificio en el 57 de Stone Street en el estilo neo colonial holandés y, en 1908, lo contrató nuevamente para una renovación similar en el 55 de Stone Street. Entre estas dos renovaciones, el comerciante Henry Schaefer contrató a Edward L. Tilton para rediseñar el 53 de Stone Street en el mismo estilo. Otras estructuras principales en el área incluyen el edificio de 18 pisos en el 24–26 de Stone Street, construido alrededor de 1905. así como el edificio de 11 pisos en el 1 William Street, terminado en 1907.
Luego de la Primera Guerra Mundial, muchos edificios de mediana altura fueron construidos en Stone Street, algunos de ellos fueron levantados por compañías de seguros marítimos. La compañía de seguros Chubb & Son contrató a Arthur C. Jackson en 1919 para diseñar una fachada neorenacentista para la estructura en el 54 de Stone Street. Un grupo de edificios de ocho pisos en el 25, el 27–29, y el 39–43 de Stone Street fueron construidos entre 1918 a 1921. William H. McGee & Company contrató a William Neil Smith para diseñar un edificio de oficinas neogótico en el 59–61 de Stone Street y un club privado llamado el Block Hall en el 45–47 de Stone Street. Un almacén de cinco pisos en el 42 de Stone Street, uno de los edificios más antiguos del área se quemó en 1924 y fue reemplazado con un edificio de seis pisos construido en 1930. En los siguientes años, muchas de las estructuras en Stone Street permanecieron casi sin cambios. De acuerdo con fotos tomadas en 1940, algunas estructuras recibieron modificaciones menores en sus exteriores.
A finales de los años 1950 e inicios de los años 1960, dos rascacielos se terminaron en el extremo occidental de Stone Street, a pesar de que ninguna de esas estructuras tuvo su principal ingreso en esa calle. El edificio de 32 pisos en el 2 Broadway fue terminado en 1959 en la esquina noroccidental de las calles Stone y Whitehall, mientras que el edificio de 23 pisos en 1 Whitehall Street fue terminado en 1962 en la esquina sureste de la misma intersección. La firma financiera Lehman Brothers compró el lote formado por las calles Broad, South William, Pearl' y Coenties Alley en fines de los años 1960. La firma quiso cerrar Stone Street para hacer espacio para su sede principal de 38 pisos. El terreno fue abierto pero, en un momento bajo del mercado inmobiliario, el plan de construcción fue descartado en 1970 y el terreno vacío se convirtió en espacio de estacionamiento. En los siguientes años, el terreno baldío de Stone Street cayó en descuido y se acumuló basura en él

### División y restauración

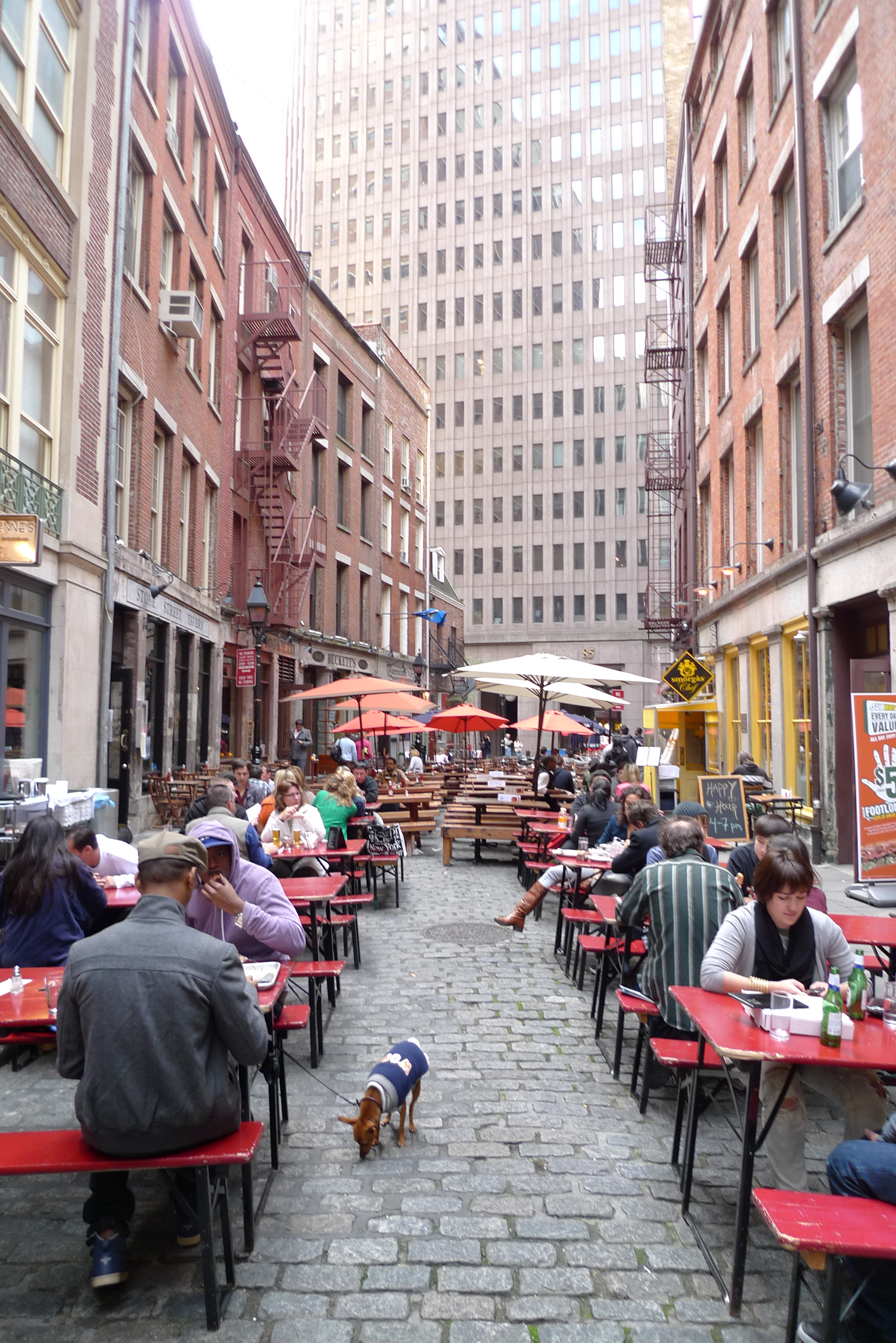
Vista hacia el este desde la sección oriental de Stone Street

Los arqueólogos empezaron a excavar el lote vacío donde iba a levantarse el edificio Lehman, el Stadt Huys Block, en 1979 luego de que la construcción se reinició en el sitio. Al año siguiente, el dueño del terreno Galbreath-Ruffin empezó la construcción de una torre de 30 pisos en el 85 de Broad Street. Para hacer espacio al rascacielos, la cuadra de Stone Street entre las calles Broad y Coenties Alley fue cerrada en 1980 y poco después clausurada. Debido a la presión de la Comisión para la Preservación de Monumentos Históricos de Nueva York (LPC) y el New York City Planning Commission (CPC), la huella del edificio fue reubicada para preservar el camino de Stone Street. Esa estructura se terminó en 1983. Some structures were also demolished or reduced in size during this time.
Para los años 1990, Stone Street estaba muy deteriorada y el constructor Tony Goldman había comprado varios edificios en la calle con la intención de restaurar el carácter de la vía. En 1996, el LPC declaró la parte oriental de la calle y sus edificios como el "Distrito histórico de Stone Street". El distrito histórico también fue añadido al Registro Nacional de Lugares Históricos (NRHP) en 1999. La LPC, las agencias de la ciudad y la organización Downtown Alliance colectivamente contribuyeron con 1.8 millones de dólares para la renovación de la calle mientras que los propietarios de los inmuebles donaron 170 000 para la restauración de las cámaras debajo de la vereda. Postes de luz de estilo antiguo y cerca de 23 000 adoquines fueron instalados para cambiar el carácter de la calle y atraer inversiones comerciales. El trabajo fue completado en el 2000 y la sección oriental de Stone Street se convirtió en un distrito de restaurantes muy visitado durante la siguiente década.

## Arquitectura

### Distrito Histórico de la Calle Stone
El Distrito Histórico de la Calle Stone es tanto un monumento de la ciudad como un distrito del Registro Nacional de Lugares Históricos (RNLP), cubriendo dos manzanas de la ciudad adyacentes a la calle Stone. El distrito tiene los mismos límites tanto para la ciudad como para el RNLP, yendo desde Coenties Alley hasta Mill Lane en la vereda norte y desde Coenties Alley hasta Hanover Square en la vereda sur. El distrito histórico contiene varios restaurantes y bares y contiene uno de tres grandes agrupamientos de edificios neogriegos de los años 1830 en el bajo Manhattan siendo los otros los distritos históricos de la Fraunces Tavern y el South Street Seaport.
Los edificios neogriegos del distrito son de 6 a 9 metros de ancho y 21 a 24 de profundos. Ocupan sus propios lotes que son de forma irregular debido al camino curvo de la calle, y contienen una dirección secundaria en South William Street en el norte o en Pearl Street en el sur. Arquitecturalmente, las tiendas de los pisos bajos de esas estructuras contienen pilares de granito liso en columnatas. Las puertas tienen dos o tres escalones para acceder desde la calle; afuera hay también escotillas de hierro que llevan a los sótanos. Los pisos superiores están revestidos de ladrillos y tienen ventanas de guillotina, cornisas de ladrillo y tejados inclinados. Las paredes medianeras, que sobresalen ligeramente sobre los tejados, dividen cada edificio vecino. Algunos edificios tienen detalles decorativos adicionale smenores como los pilares en el 51–55 de Stone Street.
Varios edificios comerciales fueron subsecuentemente remodelados en varios estilos. El edificio de siete pisos en el 59–61 Stone Street (o también 9–11 South William Street) contiene una fachada neogótica y un techo de buhardilla. Las fachadas de cuatro pisos neo-renacimiento holandés en el 57 Stone Street y 13 South William Street contienen hastiales escalonados, una base de caliza, y un escalonado de ladrillo color miel en sus pisos superiores. Las estructuras en 53–55 Stone Street parecen otras estructuras de estilo neo griego en sus fachadas pero tienen fachadas neo holandesas en su lado opuesto en el 17–19 South William Street. La manzana en 45–47 Stone Street, construida en 1928 como un club privado tiene una fachada de ladrillo oscuro con siete pisos en Stone Street y cuatro y medio en South William Street. El edificio de almacenes en el 54 Stone Street fue remodelado con estilo neorenacentista en su fachada de siete pisos en Pearl Street, a pesar de que la fachada de seis pisos en Stone Street mantienen el estilo de renacimiento griego.

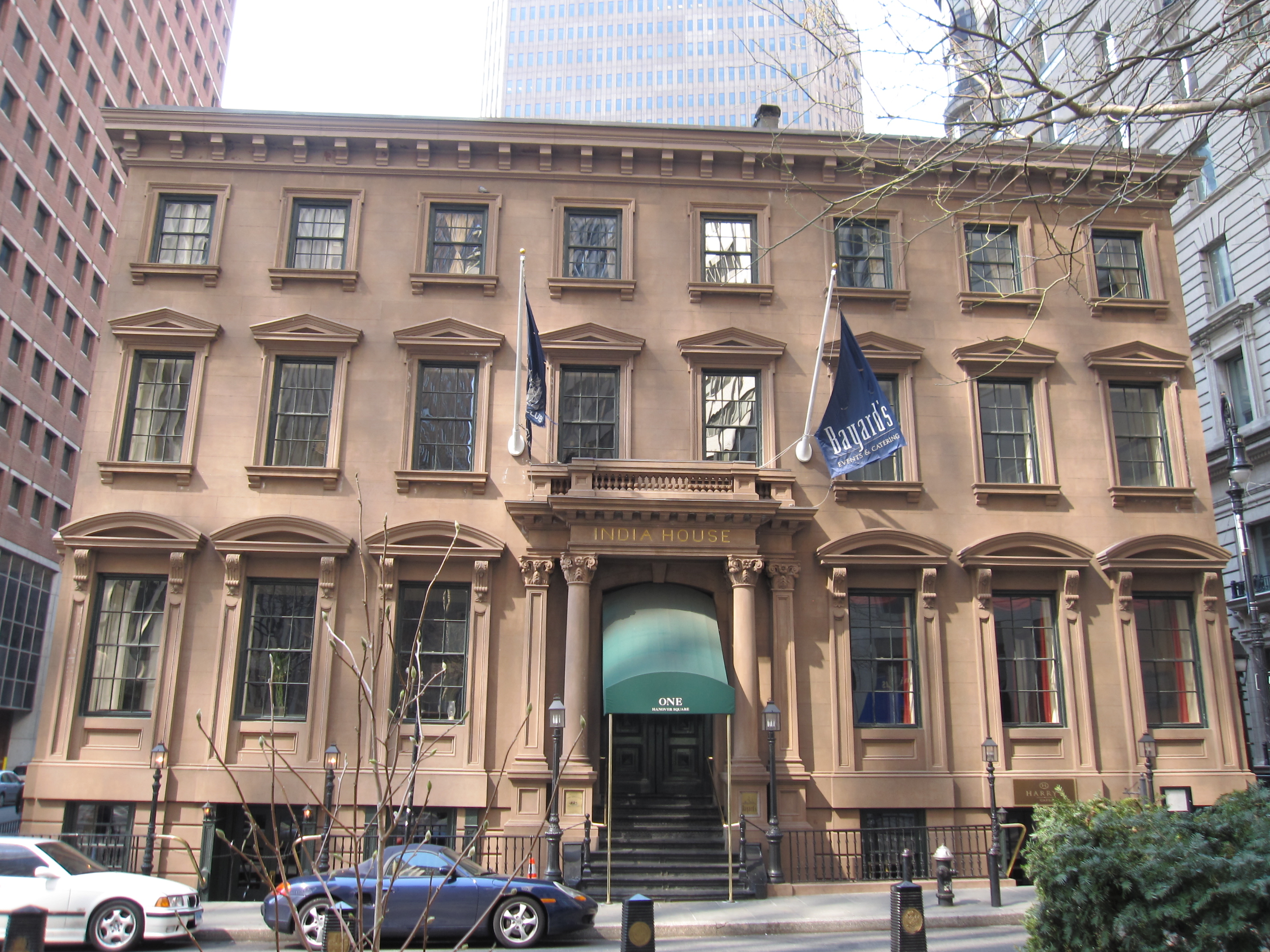
1 Hanover Square se ubica en el extremo oriental de Stone Street.

En el extremo oriental de Stone Street se encuentra 1 Hanover Square, que ocupa la vereda sur en el 60–66 Stone Street. Consiste de un edificio de piedra rojiza en Hanover Square y tres almacenes comerciales de estilo de renacimiento griego. 1 Hanover Square, alguna vez sede de la New York Cotton Exchange sirve como sede principal del club India House y contiene un restaurante y un bar. Es la última de las estructuras comerciales italianizantes que alguna vez fueron comunes en el bajo Manhattan. 1 Hanover Square es también, de manera individual, un monumento de la ciudad. y un Monumento Histórico Nacional.

### Otras estructuras
1 William Street, en la vereda norte en el 63–67 Stone Street opuerto a 1 Hanover Square, es también un monumento de la ciudad. Construido en 1907 por J. & W. Seligman, fue ocupado por Lehman Brothers y la Banca Commerciale Italiana. Este edificio, a pesar de ser un monumento, está excluido del distrito histórico de la calle Stone.
El lote entre Broad Street y Coenties Alley está ocupado por el 85 Broad Street, un rascacielos terminado en 1983. La estructura fue diseñada por Skidmore, Owings & Merrill (SOM) y tiene 32 pisos de alto.